# Acacia deanei
Acacia dawsonii — вид квіткових рослин з родини бобових. Ареал: Австралія (Австралійська столична територія, Новий Південний Уельс, Квінсленд, Вікторія).

## Середовище й екологія
Він зустрічається в різноманітних місцях існування, часто як частина склерофілових лісових угруповань і росте в різних типах ґрунтів.

## Біоморфологічна характеристика
Кущ або дерево, від розлогого до прямовисного, зазвичай досягає висоти від 1.5 до 7 метрів і має гладку кору від сіро-коричневого до зеленого кольору. Вид має кутасті гілочки з ребристими гілками з дрібними жовтими або білуватими волосками. Листки мають десять-дванадцять пар перистих частин, 0.7–6.5 см завдовжки. Цвіте протягом року, утворюючи суцвіття, розташовані в кінцевих і пазушних китицях і волотях. Сферичні головки квітів мають діаметр від 3 до 5.5 мм і містять від 15 до 30 квіток від кремового до блідо-жовтого або іноді жовтого кольору. Стручки від плоских і прямих до вигнутих і звужених між насінням, від 3.5 до 18 см завдовжки й від 5,5 до 11 мм ушир. 